# Achlys triphylla
Achlys triphylla là một loài thực vật có hoa trong họ Hoàng mộc. Loài này được DC. mô tả khoa học đầu tiên năm 1821.

## Hình ảnh

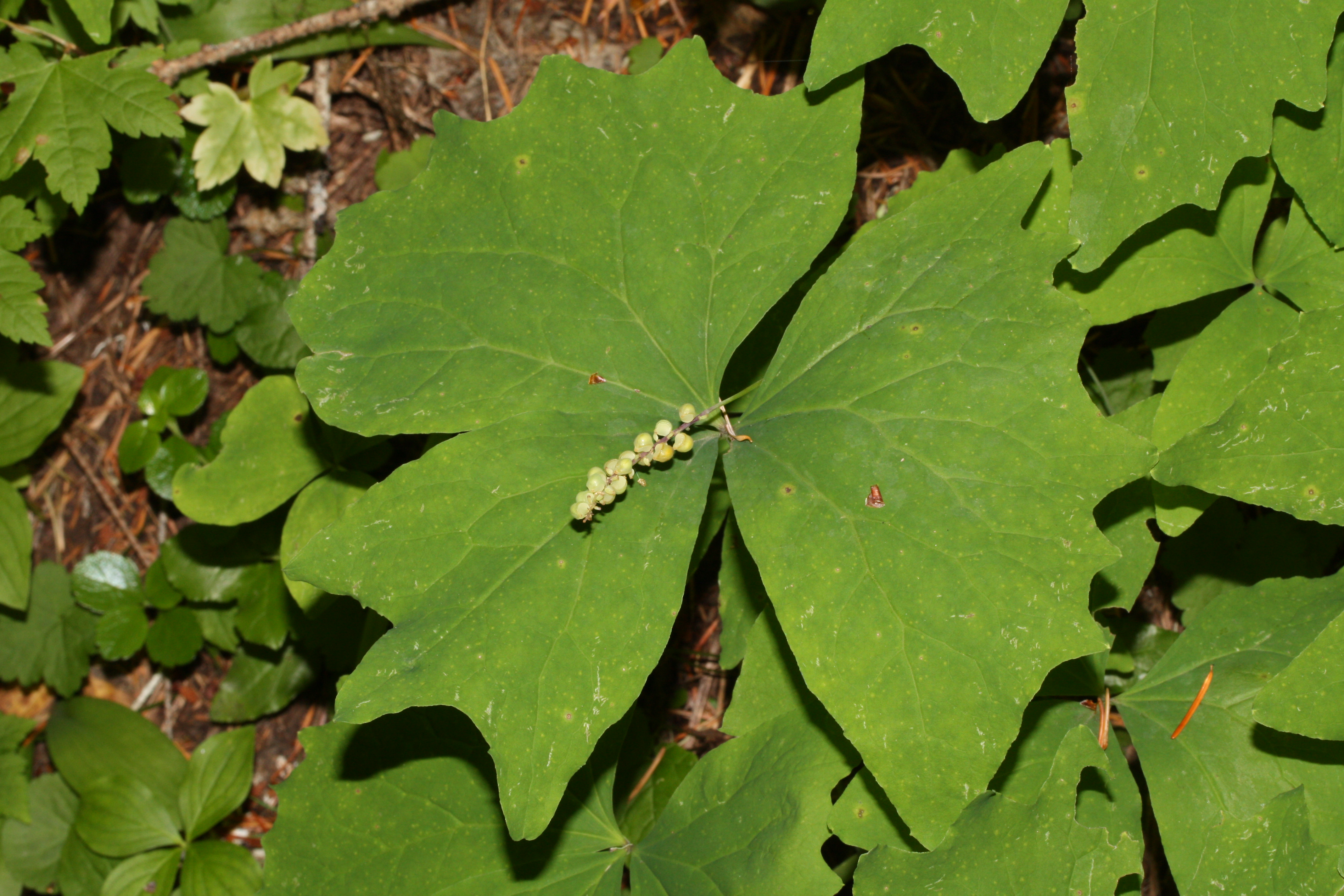
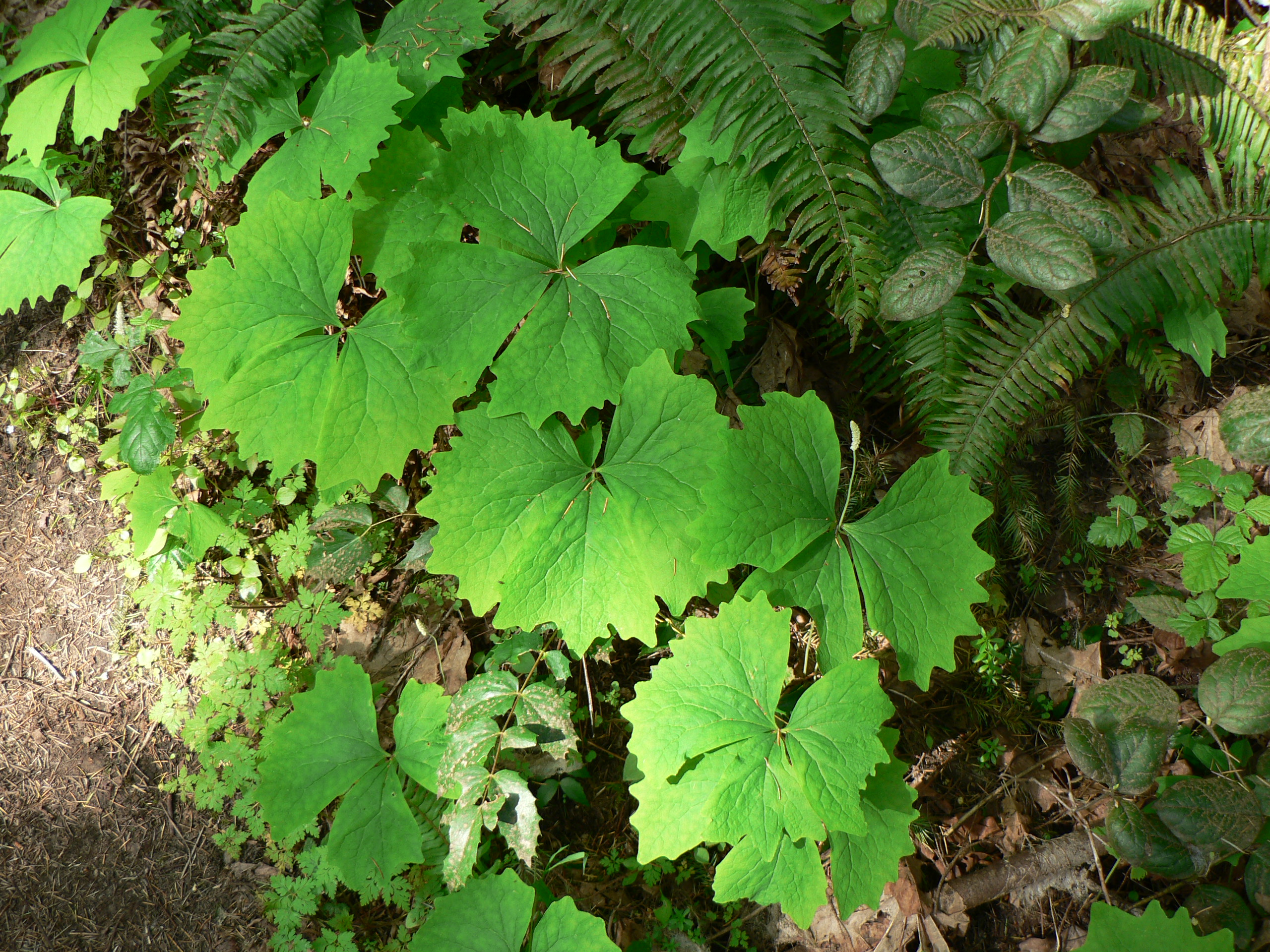
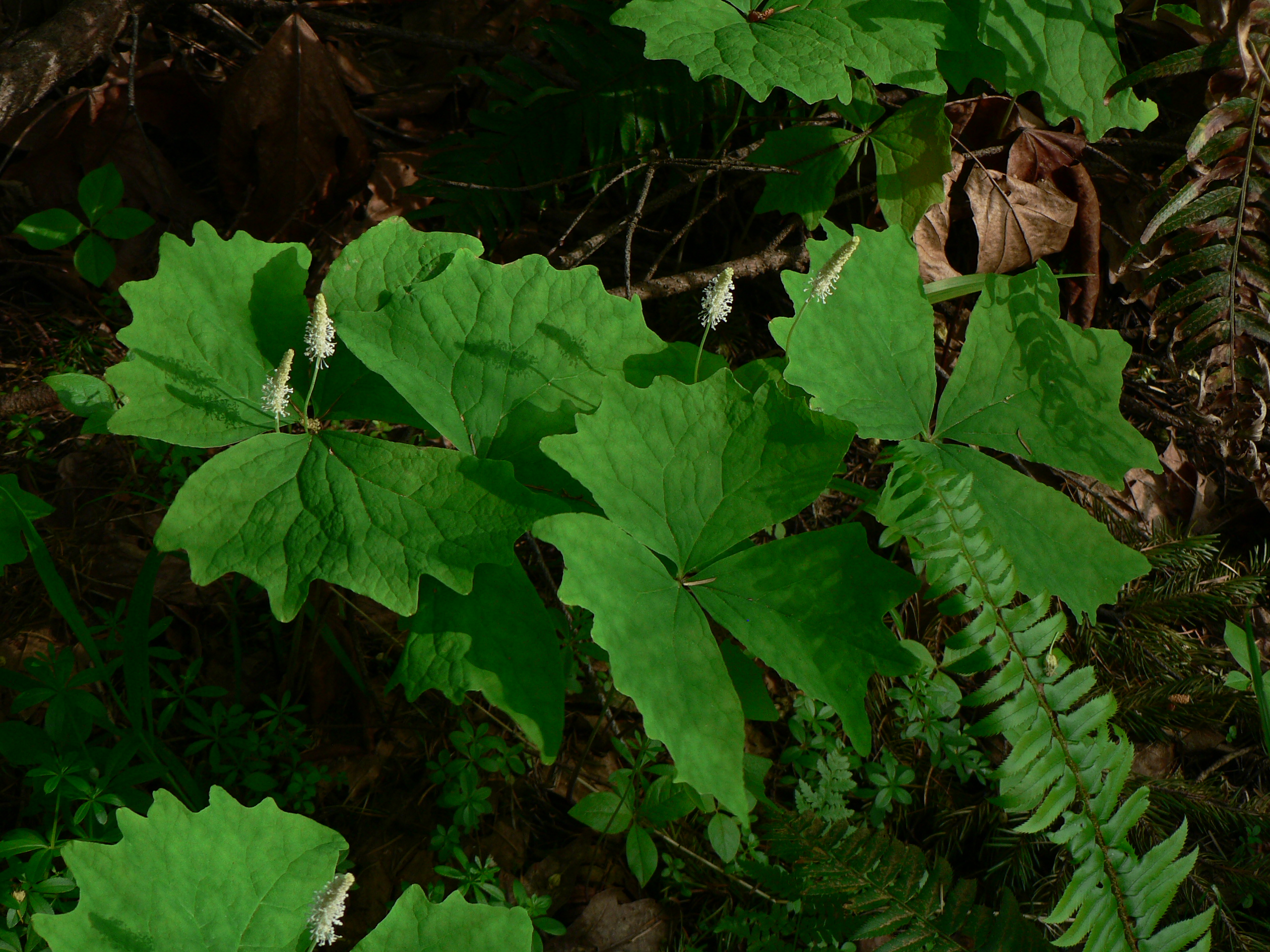
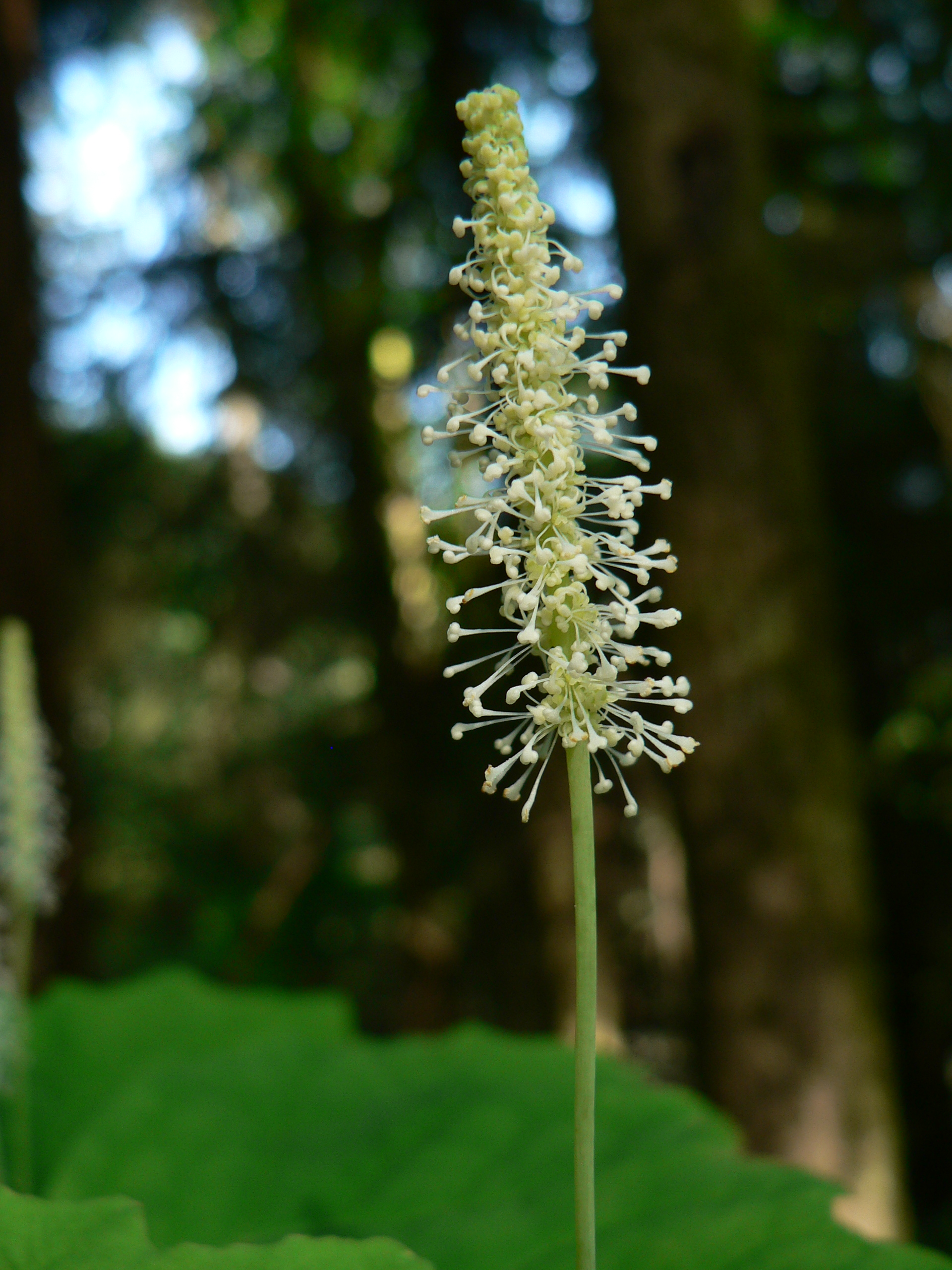